# Pseudophyx eurrhoa
Pseudophyx eurrhoa är en fjärilsart som beskrevs av Oswald Beltram Lower. Pseudophyx eurrhoa ingår i släktet Pseudophyx och familjen nattflyn. Inga underarter finns listade.